# ويليام ديكي (غطاس)
ويليام ديكي (بالإنجليزية: William Dickey)‏ هو غطاس أمريكي، ولد في 20 أكتوبر 1874 في نيويورك في الولايات المتحدة، وتوفي في 13 مايو 1944 في سانت بيترسبرغ في الولايات المتحدة.

## وصلات خارجية
- ويليام ديكي على موقع اللجنة الأولمبية الدولية (الإنجليزية)
- ويليام ديكي على موقع أوليمبيديا (الإنجليزية)